# Antoine Crozat
Antoine Crozat, marchese du Châtel (Tolosa, 24 aprile 1655 – Parigi, 7 giugno 1738) è stato un imprenditore francese.

## Biografia
Il padre di Antoine Crozat, Marc Antoine Crozat, era un mercante di Tolosa che riuscì a mettere insieme una certa fortuna. Fu nominato per due volte al capitolato cittadino. Antoine divenne anche lui banchiere: fu legato alla finanza protestante e intrattenne legami d'affari con mercanti di Ginevra, Francoforte e dei Paesi nordici. Partecipò inoltre alla raccolta di fondi per finanziare la Guerra di successione spagnola. Il gruppo finanziario di cui faceva parte controllava il porto di Sète e le compagnie create da Colbert.
La rete finanziaria di Antoine Crozat si basava anche su alleanze matrimonialiː egli sposò Marguerite Legendre, figlia anch'essa di ricchi mercanti.
Nel 1689 divenne Receveur generale delle finanze di Bordeaux. Nel 1701 ottenne il monopolio della tratta degli schiavi neri nelle colonie spagnole. Nel 1712 ottenne da Luigi XIV il monopolio dei commerci nella Louisiana francese - un territorio immenso che andava dal Golfo del Messico al Canada - ma lo restituì alla corona dopo solo cinque anni.
Suo fratello Pierre Crozat è stato uno dei maggiori collezionisti francesi di opere di artisti italiani e fiamminghi.